# Bittereinder
Bittereinders (sing. in afrikaans: bittereinder) indica quei Boeri, i bianchi sudafricani discendenti in gran parte dei coloni olandesi del Seicento, che si rifiutarono di riconoscere la vittoria dell'Impero britannico nella seconda delle Guerre boere (1899-1901) e decisero di proseguire la lotta con ogni mezzo possibile.
La parola è di provenienza afrikaans, la lingua - derivata dall'olandese - parlata da una parte della popolazione sudafricana (gli Afrikaner bianchi discendenti dei Boeri, ma anche una parte dei coloured) ed equivale all'inglese 'bitter-ender', indicante una persona pronta a combattere (in senso letterale o figurato) fino all'estremo ('to the bitter end', in inglese).
Più in generale la parola nel linguaggio pubblico sudafricano contemporaneo può essere riferita anche all'attualità con il significato di 'falco, persona pronta allo scontro frontale' (in senso militare o politico), analogamente con il suo senso storico originario.